# Renate-Charlotte Rabbethge
Renate-Charlotte Rabbethge, née le 14 octobre 1930 à Göttingen et morte le 18 octobre 2021, est une femme politique allemande.
Membre de l'Union chrétienne-démocrate d'Allemagne, elle siège au Parlement européen de 1979 à 1989.